# 캠프 킨저
캠프 킨저(Camp Kinser), 마키미나토 보급지구(牧港補給地区 마키미나토 호큐치쿠[*])는 오키나와섬 중남부의 서해안인 오키나와현 우라소에시에 있는 미국 해병대의 병참 기지이다.

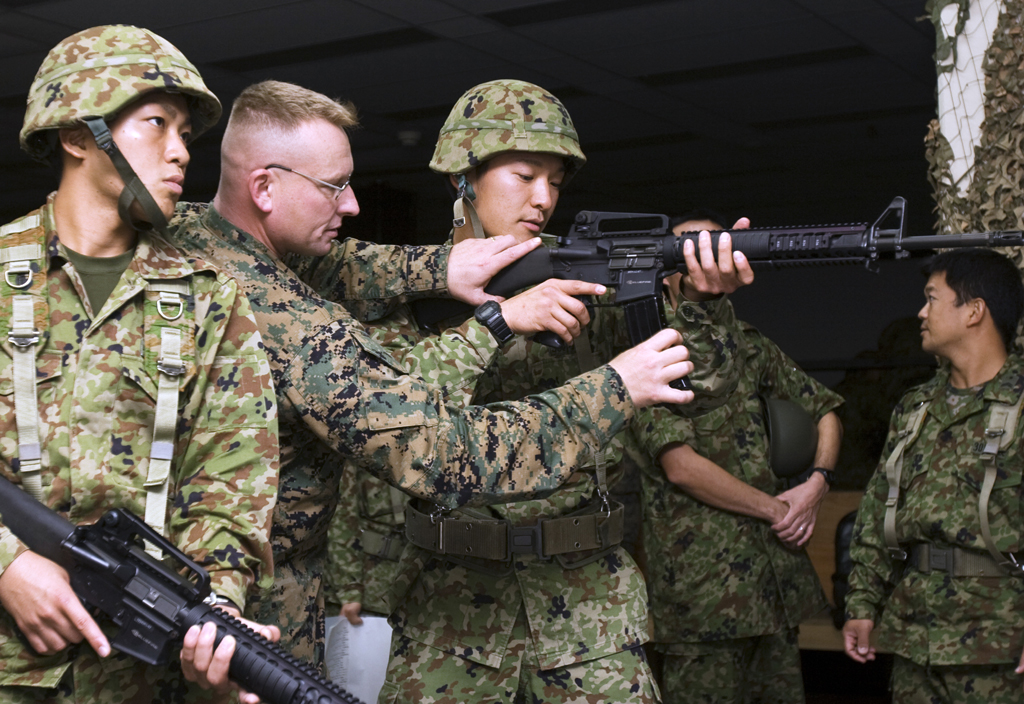
캠프 킨저에서 훈련 중인 육상자위대 대원

주일 미군은 2030년에 캠프 킨저의 토지를 일본 정부에 반환할 예정이다.

## 개요
주일 해병대인 제3해병원정군의 주요 군수기지이다. 1978년부터 제3해병군수단 본부와 예하 부대가 주둔하고 있다.
미국 해병대에서 접수하여 쓰기 전에는 육군 항공대의 비행장이었다.
제1해병사단 제1해병, 3대대, I 중대, 소총소대 소속 엘버트 L. 킨저 병장의 이름에서 따왔으며, 그는 오키나와 전투에 참전하여 날려온 수류탄을 몸으로 막고 죽었다. 사후, 명예 훈장이 수여되었다.